# Muscolo abduttore del mignolo (piede)
Nell'anatomia umana il muscolo abduttore del mignolo, chiamato anche muscolo abduttore del 5° dito, è un muscolo del piede. Serve a flettere e ad abdurre il mignolo.

## Anatomia
Si ritrova nel bordo del piede, circonda in parte il muscolo flessore breve delle dita. Origina dalla tuberosità del calcagno, dal setto intermuscolare e dall'aponeurosi plantare, si va ad inserire medialmente all'inizio della falange prossimale del mignolo.